# Rome: Total War: Barbarian Invasion
A Rome: Total War: Barbarian Invasion egy körökre osztott számítógépes stratégiai játék, a Rome: Total War egyik kiegészítője, mely 2005-ben jelent meg.

## Játékmenet
A játék története szerint a Római Birodalomra árnyék vetül. A birodalmat kettéosztották. Krisztus után 363 van. A barbárok készülnek, hogy a római birodalmat szétverjék. Vagy meg kell védeni a római birodalmat, vagy az egyik barbár néppel el kell pusztítani azt.
Ebben a kiegészítőben rengeteg újdonság van például vallás, horda, hűség. A játék közben is megjelenik pár nép csak úgy a semmiből például a szlávok.
A vallás fontos tényező, mert erősen befolyásolja az adott település morálját. A kiegészítőben három vallás van: pogányság, kereszténység és a zoroasztrizmus. A vallást erősödését, elterjedését négy dolog befolyásolja, ezek: a szomszédos tartományok vallása, a helytartó, kormányzó vallása, az épületek és a frakció által támogatott vallások.
Van egy pár új alakzat is. A pajzsfal és a sündisznóalakzat, melyek a falanx helyén találhatók meg. Vannak olyan egységek, melyek tudnak úszni, de ez ki van írva a képességeikhez. Ilyenkor csak át kell irányítani őket a folyó túloldalára.
A horda itt azt jelenti, hogy az adott nép nem ural egyetlenegy tartományt sem, ezért nem kell fizetnie semmit. A katonákat ingyen tartja, de nem képezhet egységeket. Zsoldosokat felvehet, de nekik kell fizetni. Nem minden nép válhat hordává. Ha tud a nép hordává alakulni, akkor azt úgy lehet megcsinálni, hogy ha már csak egy tartományt ural, akkor rá kell nyomni a jelére, mely a település adatai alatt van. Az egységek, melyeket képzett, megmaradnak. Vannak olyan népek melyek alapból hordák, például a hunok. A horda sereg zászlóján egy kerék van. A hordába olyan harcosok vannak, melyeket nem lehet képezni, ezek el is tűnnek, miután a nép letelepedett.
Egy új dolog a hűség, mely csak a római frakcióknál van. Ez azért fontos, mert ha alacsony a hűsége, akkor nagy a lehetőség, hogy föllázad. Mikor nagy, persze kicsi az esélye, hogy föllázad. A római lázadóknak külön frakciójuk van, az is kétféle lehet: keleti vagy nyugati, attól függ, hol lázadtak fel. Ezek a frakciók pontosan ugyanolyanok, mint a többi. A hűségét egy adott családtagnak a leírásánál lehet megnézni.
A római szenátus a játékból teljesen eltűnt. A római frakciók tehát függetlenek. A valóságban sem volt már nagy szerepe a szenátusnak.
Egy új opció még az éjszakai csata. Ekkor a csata éjjel játszódik le, de a harcosokat lehet látni, mert fáklyával világítják ki magukat. Az éjszakai támadást csak olyan hadvezér tud csinálni, aki képes rá, vagy már támadták meg este.  Ezt a tulajdonságot a jellemvonásoknál lehet megnézni. A támadás ablaknál lehet ezt a parancsot kiadni úgy, hogy a tábla alján ott van egy kis kocka, abba be kell rakni a pipát, de nem biztos, hogy sikerülni fog.
Az egyéni csatnál is vannak újdonságok. Az, hogy el lehet menteni az adott hadsereget, így nem kell a kedvenc hadseregeidet újra megcsinálni, hanem csak elég betölteni az elmentett hadat. Ezt a lándzsahegyek képnél lehet megtenni azt automatikus hadsereg alatt.
Végül vannak olyan népek, melyek a játék közben jönnek elő, például a szlávok. Ezek a frakciók ugyanúgy működnek, mint a többi építkeznek, városokat foglalnak el stb. . A játékban nem mindig jelennek meg, mert kialakulásukhoz kell néhány tényező, például a romano-britek csak, akkor jelennek meg, ha Britanniából kiűzték a rómaiakat. Ilyenek még az osztrogótok is, vagyis ők is a játék kezdete után jelennek meg.
| Népek                 | Elfoglalandó provinciák száma | Köztük legyenek a következő provinciák           | Játszható-e? |
| --------------------- | ----------------------------- | ------------------------------------------------ | ------------ |
| Alemannok             | 20                            | Felső-Germánia, Pannónia, Észak-Itália           | igen         |
| Hunok                 | 15                            | Észak-Itália, Trákia                             | igen         |
| Vandálok              | 10                            | Baetica, Afrika, Észak-Itália                    | igen         |
| Gótok                 | 16                            | Trákia, Észak-Itália                             | igen         |
| Roxolánok             | 10                            | Pannónia, Illyricum et Dalmatia, Colchis         | nem          |
| Szarmaták             | 15                            | Pannónia, Illyricum et Dalmatia, Colchis         | igen         |
| Szlávok               | 14                            | Trákia                                           | nem          |
| Szászánidák           | 20                            | Egyiptom, Palesztina, Trákia                     | igen         |
| Berberek              | 10                            | Afrika, Egyiptom                                 | nem          |
| Frankok               | 20                            | Lugdinensis, Aquitania, Narbonensis              | igen         |
| Osztrogótok           | 14                            | Észak-Itália, Illyricum et Dalmatia              | nem          |
| Burgundok             | 14                            | Alpes Maritimae et Cottinae, Raetia, Narbonensis | nem          |
| Longobárdok           | 14                            | Aemiliaet et Liguria, Venetia                    | nem          |
| Szászok               | 18                            | Szászország, Felső-Britannia, Belgica            | igen         |
| Kelták                | 16                            | Felső-Britannia, Alsó-Britannia, Lugdinesis      | nem          |
| Nyugatrómai Birodalom | 34                            | Észak-Itália, Afrika, Taraconensis, Trákia       | igen         |
| Keletrómai Birodalom  | 34                            | Trákia, Egyiptom, Észak-Itália, Afrika           | igen         |
| Romano-britek         | 14                            | Felső-Britannia, Alsó-Britannia, Lugdinesis      | nem          |